# Gród Jarosława
Gród Jarosława (ukr. город Ярослава Мудрого; norm. Känugard) – najpotężniejszy wczesnośredniowieczny gród (garðr) Rusi (Gardariki) należący do umocnień Kijowa, zbudowany przez Jarosława Mądrego (norm. Konug Jarisleif). Jarosław powiększył istniejący wcześniej Gród Włodzimierza Wielkiego wznosząc nowe wały i budując Złotą Bramę (Wielką), przez którą wjeżdżał król Chrobry do Kijowa.
Były to  mieszczące się w obrębie starszego grodu obwarowania zespołu pałacowo-świątynnego, z drugiej ćwierci XI w. Potrójny wał z ziemi i kamienia wznosił się do wysokości 16 m. Konstrukcja posiadała kilka potężnych baszt-bram: Żydowską-Lwowską (od strony północnej), Lacką (od południa), Złotą (od zachodu). Ściany grodu wiązały się z potężnymi budowlami kilku cerkwi. Gród Kijów za panowania księcia Jarosława staje się znacznie większym od grodu jego ojca Włodzimierza, i obejmuje około 60 ha powierzchni. Dzięki tym umocnieniom Kijów stał się najpotężniejszą twierdzą obronną na Rusi, zabezpieczającą miasto przed Pieczyngami, a księcia Jarosława przed konkurentami do tronu, oraz własnymi braćmi. W 1019 Jarosław powtórnie objął tron kijowski oraz dokonał na Polakach wyprawy odwetowej w 1031 odzyskując dla Rusi Grody Czerwieńskie, oraz uprowadzając nad Roś i Dniepr ludność lacką.
Wewnątrz wałów znalazła się m.in. Kreszczata Dolina  z dzielnicą targowo-rzemieślniczą na Padole. 
Osada Padół nad Dnieprem  zamieszkana była przez obcą etnicznie ludność m.in. Chazarów, Żydów, Ormian, Greków a nawet Polaków i Niemców, głównym zajęciem tych grup ludnościowych zamieszkujących Padół kijowski było rzemiosło i handel.
Pod koniec roku 1240 podczas oblężenia Kijowa przez Mongołów pod wodzą Batu-chana gród uległ zniszczeniu. Całe natarcie mongolsko-tatarskie skupiło się na Lackiej bramie, która nie wytrzymała uderzenia. Podobnie było w roku 1151 w czasie szturmu Suzdalczyków, oraz 1203, walki były tu najcięższe i najkrwawsze. Po zniszczeniu miasta przez Mongołów, dawny Gród Jarosława nie odzyskał już dawnej świetności i centrum gospodarcze przeniosło się do położonej nad rzeką dzielnicy Padół, która uniknęła zniszczenia.
Od strony północnej po zdobyciu Kijowa przez Litwinów w XIV wieku zbudowano zamek kijowski.
Ruiny bram grodu Jarosława widoczne były do przebudowy dzielnicy w roku 1832.
W miejscu bram stoją obecnie zrekonstruowane pomniki Złotej i Lackiej bramy.